# Ordine ospedaliero di San Giovanni di Dio

Lo stemma dell'ordine

L'Ordine ospedaliero di San Giovanni di Dio, o Fatebenefratelli (in latino Ordo Hospitalarius Sancti Ioannis de Deo; sigla O.H. o F.B.F.) è un istituto religioso laicale maschile di diritto pontificio.
I Fatebenefratelli sono un ordine mendicante fondato in Spagna da san Giovanni di Dio e il loro nome deriva dal fatto che egli, con i suoi primi compagni, invitava i benefattori a collaborare economicamente alle opere di carità dell'ordine dicendo "Fate del bene a voi stessi, fratelli, per amore di Dio".

## Storia

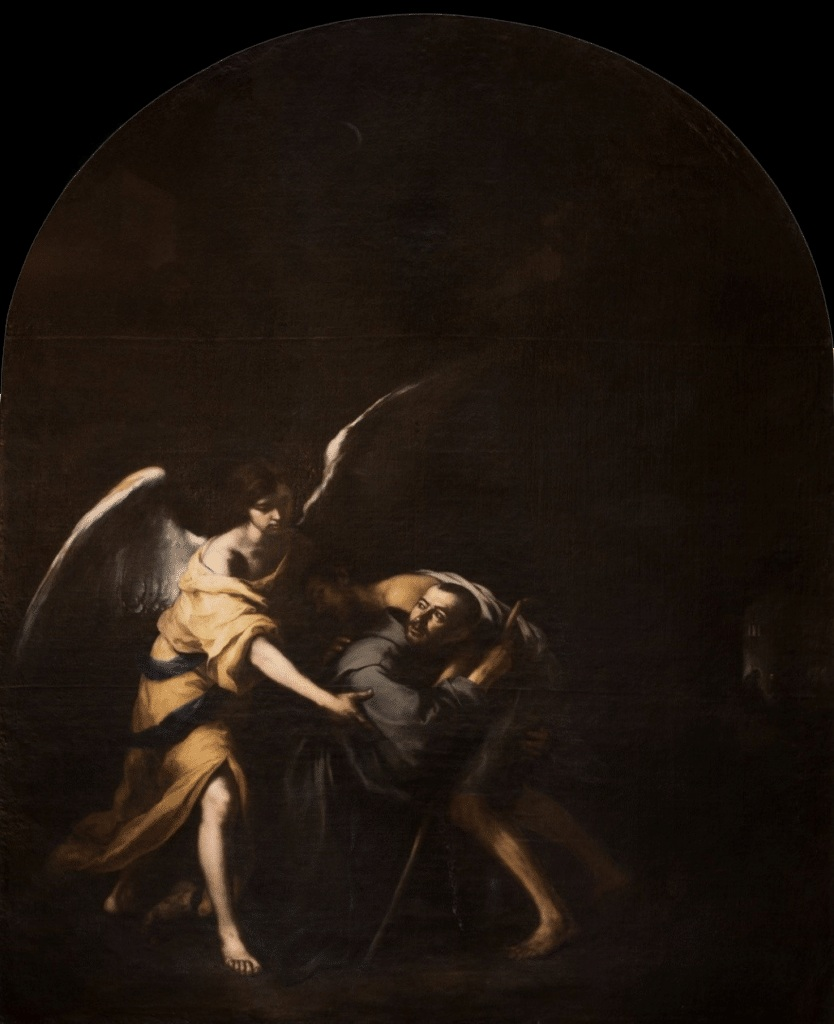
San Giovanni di Dio dipinto da Murillo

I Fatebenefratelli nascono nella prima metà del XVI secolo ad opera di san Giovanni di Dio, laico spagnolo che si dedicò alla cura dei malati, dei poveri e delle prostitute.
Sino alla morte di Giovanni, i suoi discepoli avevano formato gruppi privi di una vera e propria organizzazione. Solo a partire dal 1572 con la bolla Licet ex debito di papa Pio V ebbero il riconoscimento ufficiale dell'Istituto come Congregazione. Fecero propria la regola di sant'Agostino e professarono i voti di povertà, castità ed obbedienza, nonché un quarto voto di ospitalità.
Il merito di aver avviato la diffusione dei Fatebenefratelli fuori dalla Spagna fu di fra Pietro Soriano, che nel 1571 ne aveva guidato un piccolo gruppo nella battaglia di Lepanto, organizzandovi l'assistenza infermieristica sulle galee. Verso il 1572 egli aprì un ospedale a Napoli, da dove aprì una seconda fondazione a Roma, nel 1581. Nel 1584 fondò un terzo ospedale, a Perugia, e nel 1586 altri due, a Tarquinia ed a Palermo.
Con la bolla Etsi pro debito, nel 1586, papa Sisto V, concesse ai Fatebenefratelli l'elevazione ad ordine religioso. Tale inquadramento comportò una nuova organizzazione gerarchica, in base alla quale le comunità, ciascuna guidata da un priore, venivano raggruppate in Province religiose, con a capo dei superiori provinciali che dipendevano da un superiore generale con sede a Roma. Primo superiore generale fu padre Soriano.
Grazie alla struttura centralizzata, non legata alle divisioni politico-statali, i Fatebenefratelli poterono programmare con piena autonomia la loro diffusione non solo nelle altre nazioni cattoliche dell'Europa, ma anche nelle cosiddette "terre di missione", soprattutto in America Latina ed Asia, poi più di recente anche in Africa e in Australia.
Durante i primi tre secoli, però, le ingerenze statali e le varie rivoluzioni civili non permisero ai Fatebenefratelli di convocare un vero e proprio Capitolo generale dell'ordine, che si poté svolgere solo nel 1887.
Il 19 gennaio 2015 l'ordine ha incorporato la congregazione dei Piccoli Fratelli del Buon Pastore, le cui case in Canada, Stati Uniti e Haiti sono andate a costituire la provincia nordamericana del Buon Pastore.
Oltre al fondatore, gli altri ospedalieri elevati all'onore dell'altare sono stati i santi Riccardo Pampuri, Benedetto Menni e Giovanni Grande e i beati Eustachio Kugler, José Olallo Valdés e settantuno martiri della guerra civile spagnola (Braulio María Corres Díaz de Cerio, Federico Rubio Álvarez e 69 compagni).

## Oggi
I Fatebenefratelli si dedicano all'assistenza ai malati e ai bisognosi. La Chiesa li ha riconosciuti come ordine mendicante, cioè come ordine che non vive la clausura monastica o il ritiro proprio dei canonici regolari.
Oltre ai confratelli, laici consacrati e sacerdoti, l'ordine ha nei propri centri di accoglienza anche 63.076 collaboratori lavoratori e 23.049 volontari.
Oltre alle cure, alla riabilitazione, all'accompagnamento per i malati o per gli emarginati, compito dell'ordine è anche quello di promuovere l'evangelizzazione, attraverso la predicazione e l'accoglienza.
Attualmente l'ordine è presente, con circa 400 opere assistenziali, in paesi dei cinque continenti: Italia, Canada, Ghana, Giappone, Australia, Francia, USA, Togo, Corea del Sud, Nuova Zelanda, Austria, Brasile, Benin, India, Papua Nuova Guinea, Germania, Venezuela, Senegal, Vietnam, Ungheria, Perù, Camerun, Filippine, Spagna, Ecuador, Zambia, Polonia, Cuba, Liberia, Portogallo, Messico, Sierra Leone, Irlanda, Cile, Inghilterra, Bolivia, Repubblica Ceca, Argentina, Slovacchia, Colombia, Croazia e Città del Vaticano.
Al 31 dicembre 2019, l'ordine contava 177 conventi e 1.025 frati, 118 dei quali sacerdoti.

## L'ordine in Italia
In Italia le comunità sono 22. A Roma è presente la curia generalizia in via della Nocetta, dove risiede il superiore generale. Dipendono dalla curia l'ospedale dell'Isola Tiberina, la Farmacia Vaticana ed il Centro studi internazionali di via della Nocetta, le restanti 21 fanno capo, per il nord alla provincia Lombardo-Veneta e per il centro-sud alla Provincia Romana. Inoltre fanno parte delle due provincie le case delle Filippine della Provincia Romana e dell'Africa ed Israele per la Provincia Lombardo-Veneta.
Curia Generale:
- Centro internazionale Fatebenefratelli, sede della curia generale
- Farmacia Vaticana, Città del Vaticano
- Ospedale San Giovanni Calibita Fatebenefratelli, Roma

Provincia Romana:
- Ospedale San Pietro, Roma
- Istituto San Giovanni di Dio, Genzano di Roma
- Soggiorno San Raffaele, Alghero
- Ospedale Sacro Cuore di Gesù, Benevento
- Ospedale Madonna del Buon Consiglio, Napoli
- Ospedale Buccheri La Ferla, Palermo
- Ospedale San Nicolò, Perugia
- San Ricardo Pampuri Center - Amadeo - Cavite (Filippine)
- San Juan de Dios Charity Polyclinic - Manila (Filippine)

Provincia Lombardo - Veneta:
- Curia Provinciale - Cernusco sul Naviglio, Milano
- IRCCS Fatebenefratelli - San Giovanni di Dio[4][5][6], Brescia
- Ospedale Sacra Famiglia, Erba, Como
- Centro Studi Fatebenefratelli, Monguzzo, Como
- Casa di Riposo San Carlo Borromeo, Solbiate Comasco, Como
- Casa di Riposo - Residenza protetta "Villa san Giusto", Gorizia
- Centro Sant'Ambrogio, Cernusco sul Naviglio, Milano
- Istituto Sacro Cuore di Gesù, San Colombano al Lambro, Milano
- Casa di Riposo San Riccardo Pampuri, Trivolzio, Pavia
- Casa religiosa di ospitalità Beata Vergine della Guardia, Varazze, Savona
- Istituto Beata Vergine della Consolata, San Maurizio Canavese, Torino
- Ospedale San Raffaele Arcangelo, Venezia
- Istituto San Pio X, Romano d'Ezzelino, Vicenza
- Holy Family Hospital - Nazareth (Israele)
- Hôpital Saint-Jean-de-Dieu - Afagnan (Togo)
- Hôpital Saint-Jean-de-Dieu - Tanguiéta (Benin)